# Хохлатый квезал
Хохлатый квезал или хохлатый квезаль (лат. Pharomachrus antisianus) — вид птиц семейства трогоновых, обитающий в Южной Америке, где он встречается в Боливии, Колумбии, Эквадоре, Перу и Венесуэле. Естественная среда обитания - субтропические или тропические влажные горные леса. Подвидов не выделяют.

## Таксономия
Французский натуралист Альсид д'Орбиньи описал P. antisianus в 1837 году как Trogon antisianus.

## Описание
Длина взрослых птиц — 33—34 см. Голова и верхняя часть тела взрослого самца зеленые с металлическим отливом, а грудь и живот красные. Самец имеет короткий гребень над коротким клювом оранжевого цвета. У самок коричневые головы и верхняя часть груди. Они не имеют гребня.

## Распространение и среда обитания
P. antisianus встречается вдоль Анд от Боливии через Эквадор, Перу и Колумбию до Венесуэлы. Естественной средой обитания являются влажные тропические и субтропические леса, облачные леса и иногда высокие вторичные леса; встречается на высоте 1400—2800 м над уровнем моря в Колумбии и на высоте 1200—3000 м в Венесуэле.

## Охранный статус
P. antisianus был оценен как вызывающий наименьшие опасения в Красном списке находящихся под угрозой видов МСОП, поскольку имеет большой ареал и его популяция кажется стабильной.

## Питание
P. antisianus плодоядный. Взрослые особи, выращивающие детенышей, также ловят более питательную добычу, такую как членистоногие и мелкие позвоночные, например, лягушку Hyalinobatrachium pallidum.